# Der Herzensbrecher (1937)
Der Herzensbrecher ist ein französisch-deutscher Spielfilm aus dem Jahre 1937 von Jean Grémillon mit Jean Gabin in der Titelrolle. Die weibliche Hauptrolle spielte Mireille Balin. Die Geschichte basiert auf dem Roman Gueule d’amour (1926) von André Beucler.

## Handlung
Lucien Bourrache dient im südfranzösischen Orange als Unteroffizier bei den Spahis, einer berittenen Einheit der französischen Kolonialarmee, und wird von seiner Umgebung nur „Der Herzensbrecher“ genannt, weil er in seiner schicken Militäruniform großen Erfolg bei Frauen hat. Während eines kurzen Aufenthalts in Cannes lernt er die junge, kapriziöse Madeleine Courtois kennen. Er leiht ihr Geld fürs Spiel und beide verlieben sich rasch ineinander. Bourrache ist fasziniert von der ebenso geheimnisvollen wie weltgewandten und eleganten Fremden. Obwohl sie ihn schon in Cannes lapidar vor Vamps wie ihr warnte und Lucien grob versetzt hat, quittiert Lucien den Militärdienst und folgt ihr nach Paris, auch um sein Geld zurückzuerhalten. Kurzen Momenten des Glücks folgt rasch die Ernüchterung. Lucien arbeitet nun in einer Druckerei.
Er ahnt, dass er für Madeleine nur ein netter Zeitvertreib, ein „Spielzeug“ ist, denn er, der ansonsten mit Frauenherzen zu spielen beliebt, ist nun an eine Frau geraten, die Männer ganz ähnlich behandelt. Jedenfalls hat Madeleine bereits einen älteren Liebhaber namens Jean-Pierre Moreau, der sie nach allen Regeln der Kunst verwöhnt und aushält. Und von diesem Gönner will sie auch zukünftig nicht lassen, unterstützt von ihrem Diener, der Lucien abwimmelt, und ihrer Mutter. Da Lucien nicht bereit ist, Madeleine mit einem anderen Mann zu teilen, fährt er enttäuscht nach Orange zurück. Bourrache eröffnet eine kleine Kneipe und verfällt dem Alkohol. Madeleine folgt ihm dorthin, und es kommt vor Ort zu einer heftigen Auseinandersetzung, in deren Folge Lucien die Geliebte erwürgt. In Panik flieht er mit Hilfe seines alten Freundes René, einem Militärarzt, dem Madeleine ebenfalls schöne Augen gemacht hatte, nach Afrika.

## Produktionsnotizen
Der Herzensbrecher ist eine UFA-Auslandsproduktion des Produzenten Raoul Ploquin, der zwischen 1936 und 1939 überwiegend in den Ateliers von Potsdam-Neubabelsberg französischsprachige Filme herstellte, ehe der Beginn des Zweiten Weltkriegs diese Phase deutsch-französischer Kooperation schlagartig beendete. Daher waren auch von technischer Seite deutschsprachige Kräfte wie der renommierte Kameramann Günther Rittau, der Filmkomponist Lothar Brühne und die beiden Filmarchitekten Max Mellin und Hermann Asmus an diesem Film beteiligt. Der Film lief im September 1937 in Frankreich an, die österreichische Premiere erfolgte am 18. Februar 1938.
Die deutsche Nachkriegspremiere erfolgte am 14. Juli 1977 in den dritten Programmen des NDR, WDR und HR unter dem Titel Eine Fresse zum Verlieben.

## Kritiken
Wiens Der gute Film schrieb 1937 anlässlich der bevorstehenden österreichischen Premiere 1938: „Der Ausgang des Konfliktes wird vom Film psychologisch sorgfältig vom Anfang an vorbereitet, auch die Szenen krasser Realistik … dienen der Motivierung. Die Handlung ist außerordentlich geschickt aufgebaut , die Szenen reihen sich lückenlos aneinander, Spannung und Entspannung sind genau abgewogen. Die Regie bedient sich subtilster Mittel , um den Stoff wirkungsvoll und menschlich verständlich zu gestalten.“
Die Österreichische Film-Zeitung befand: „Es wird durchwegs glänzend gespielt, mit einem hinreißenden, erschütternden Eingehen auf alle Nuancen.“.
Im Lexikon des Internationalen Films heißt es: „Eines der populärsten Werke des französischen Realismus der Vorkriegszeit mit Jean Gabin als Prototyp des "proletarischen Helden" auf dem Höhepunkt seiner Karriere. Der anfangs komödiantische Ton des Films schlägt mehr und mehr ins Melodramatische um.“